# Paulina Hunt
Paulina Rossana Hunt Precht (Mulchén, Biobío, 13 de marzo de 1960) es una actriz y docente chilena.

## Vida
Licenciada en Arte, con mención en actuación Teatral. Escuela de Artes de la Representación, Universidad de Chile. Pedagoga de la expresión y autora de diversos personajes y textos teatrales. Docente Universitaria.
Hunt ha participado en la película Una mujer fantástica —ganadora a la mejor película de habla no inglesa de los premios Óscar—, y en la serie Una historia necesaria —ganadora a la Mejor serie de televisión de los Premios Emmy—.
Actriz, Licenciada en Arte de la Representación por la Universidad de Chile, Dramaturga, Pedagoga de la Expresión y Dramaterapeuta. Conferencista e Instructora de Mindfulness, certificada en Psicología Positiva. Docente universitaria y relatora con una extensa trayectoria en capacitación tanto en el ámbito público como privado. Su labor académica se ha centrado en metodologías innovadoras, creando la Pedagogía de la Expresión, fruto de su investigación y estudio. Los pilares de esta pedagogía incluyen: Aprender Haciendo, Construcción del Conocimiento entre Todos y Todas, Potenciar el Desarrollo y Buen Manejo de las Emociones, Estimular la Conciencia Corporal, Despertar la Humanidad Propia y del Otro/a, Desarrollo de la Actitud Lúdica y el Buen Humor y la Ternura. Coautora del libro “Pedagogía de la Expresión”, su propuesta está inspirada en la psicología humanista, el teatro y la pedagogía, orientándose al autocuidado, no violencia, reconciliación, mujer y mito.
Como actriz y dramaturga, ha desarrollado un estilo de teatro social y pedagógico, especialmente dirigido al fortalecimiento de una cultura de la noviolencia, fusionando creación artística y capacitación. Ha actuado en teatro, televisión y cine, y escrito más de 25 obras de teatro. Sus últimos montajes teatrales son “Ciclo, la Violencia se Aprende, la No Violencia También” (2007-2023), “TeatroRito CIRCE” (2015-2022), “Crisis, Apología de un Despertar” (2024-2025) y la obra de teatro pedagógico “Si tan Solo me Pusiera en el Lugar del Otro/otra” (2019-2025). Recientemente nominada como Embajadora por la Paz por la Organización Mundial por la Paz-Chile.
Actualmente
Ofrece conferencias actuadas y talleres sobre el Buen Vivir y el Buen Trato, centrándose en el desarrollo humano, género, no discriminación, buen trato, autocuidado y manejo del estrés en instituciones públicas y privadas. Actúa en teatro y televisión. Desarrolla trabajo con comunidades en la región del Maule-Chile, en el Parque de Estudio y Reflexión EL REMANSO

## Filmografía

### Cine
- Fuga (2006)
- La danza de la realidad (2013)
- Una mujer fantástica (2017)
- S.O.S. Mamis: La película (2022)

### Televisión
| Año       | Título                   | Personaje           | Canal       |
| --------- | ------------------------ | ------------------- | ----------- |
| 1982      | Villa Los Aromos         | Genoveva            | TVN         |
| 1997      | Oro verde                | Jacqueline Torres   | TVN         |
| 2001      | Amores de mercado        | Recepcionista Hotel | TVN         |
| 2007      | Vivir con 10             | Brígida             | Chilevisión |
| 2008      | Mala conducta            | Rosario             | Chilevisión |
| 2013–2014 | Graduados                | Beatriz Ramírez     | Chilevisión |
| 2015      | Papá a la deriva         | Hilda Turner        | Mega        |
| 2016      | Sres. papis              | Inés Soto           | Mega        |
| 2017–2018 | Perdona nuestros pecados | Cándida del Bosque  | Mega        |
| 2018–2019 | Isla paraíso             | Doris Castillo      | Mega        |
| 2021      | Edificio corona          | Edith               | Mega        |
| 2024      | El señor de La Querencia | Carmen Soto         | Mega        |
| 2025      | Nuevos amores de mercado | Carmela Lopetegui   | Mega        |
| 2025      | Reunión de superados     |                     | Mega        |

| Año  | Título                                     | Personaje         | Canal       |
| ---- | ------------------------------------------ | ----------------- | ----------- |
| 1982 | Anakena                                    | Olivia Torrejón   | Canal 13    |
| 2008 | Ana y los siete                            | Marita García     | Chilevisión |
| 2009 | Aquí no hay quien viva                     | Nena Cifuentes    | Chilevisión |
| 2009 | Karkú                                      | María Eugenia     | TVN         |
| 2010 | Algo habrán hecho por la historia de Chile | Madre superiora   | TVN         |
| 2010 | Cartas de mujer                            | Lucrecia          | Chilevisión |
| 2010 | Amor virtual                               | Fedora            | Chilevisión |
| 2010 | Don diablo                                 | Ernestina Ahumada | Chilevisión |
| 2011 | Vampiras                                   | Rufina Rubilar    | Chilevisión |
| 2011 | La Colonia                                 | Maestra           | Mega        |
| 2011 | Otra vez papá                              | Isabel Bertolini  | Mega        |
| 2012 | Infieles                                   | Virginia          | Chilevisión |
| 2015 | Los años dorados                           | Marina Concha     | UCV         |
| 2016 | Vidas en riesgo                            | Adela             | Chilevisión |
| 2017 | Una historia necesaria                     | Ana María Arón    | 13C         |
| 2022 | Los Espookys                               |                   | HBO         |
| 2022 | Paola y Miguelito: la serie                | Luisa             | Mega        |

#### Programas de televisión
- Jaguar Yu (TVN, 1991-1993) - Varios personajes

## Premios y nominaciones
Premios Caleuche
| Año  | Categoría                             | Producción                            | Resultado |
| ---- | ------------------------------------- | ------------------------------------- | --------- |
| 2019 | Mejor actriz de soporte en teleseries | Isla Paraíso                          | Nominada  |
| 2021 | Embajadora por la Paz                 | Organización Mundial por la Paz-Chile | Nominada  |

## Carrera política
Paulina Hunt fue miembro fundadora del Partido Humanista en 1984, y ha militado en este desde ese entonces, participando en las distintas campañas electorales que el partido ha participado y siendo ella misma candidata a diputada en 1997 y a concejal en las elecciones de 1996, 2004 y 2008.

### Elecciones municipales de 1996
- Elecciones municipales de 1996 para la Alcaldía y Concejo Municipal de Providencia[1]

(Se han agregado los candidatos más relevantes).
| Candidato                       | Pacto                          | Partido | Votos  | %     | Resultado |
| ------------------------------- | ------------------------------ | ------- | ------ | ----- | --------- |
| Cristián Labbé Galilea          | Unión por Chile                | ILDUD   | 20 986 | 29,39 | Alcalde   |
| Alfredo Alcaíno Barros          | Unión por Chile                | RN      | 15 852 | 22,20 | Concejal  |
| Domingo Santa María Santa Cruz  | Concertación por la Democracia | PDC     | 7905   | 11,07 | Concejal  |
| María Eugenia Amunátegui Spacek | Unión por Chile                | RN      | 6095   | 8,54  | Concejal  |
| Rodrigo García Márquez          | Concertación por la Democracia | PPD     | 4646   | 6,51  |           |
| Julio Jung del Favero           | Concertación por la Democracia | ILFPS   | 4036   | 5,65  | Concejal  |
| María Soledad Barría Iroumé     | Concertación por la Democracia | PS      | 2066   | 2,89  |           |
| María Eugenia Abarca Carrasco   | Unión por Chile                | ILDRN   | 1103   | 1,54  | Concejal  |
| Luz Margarita Lea-Plaza Molina  | Unión por Chile                | ILDUD   | 1072   | 1,50  | Concejal  |
| Francisco Vargas                | Unión por Chile                | ILDRN   | 650    | 0,91  |           |
| Paulina Hunt Precht             | Opción Humanista               | PH      | 625    | 0,88  |           |
| Mario Olavarría Rodríguez       | Unión por Chile                | ILDUD   | 212    | 0,30  | Concejal  |

### Elecciones parlamentarias de 1997
Elecciones parlamentarias de 1997 por el distrito 21 (Providencia y Ñuñoa)
| Candidato                    | Pacto                          | Partido | Votos  | %     | Resultado |
| ---------------------------- | ------------------------------ | ------- | ------ | ----- | --------- |
| Alberto Espina Otero         | Unión Por Chile                | RN      | 68.627 | 41,19 | Diputado  |
| Gutenberg Martínez Ocamica   | Concertación por la Democracia | PDC     | 39.077 | 23,45 | Diputado  |
| Carolina Rossetti Gallardo   | Concertación por la Democracia | PS      | 33.247 | 19,95 |           |
| Pablo Santiago Livesey       | Unión Por Chile                | UDI     | 13.694 | 8,22  |           |
| María Berta Hernández Castro | La Izquierda                   | PC      | 4.489  | 2,69  |           |
| Paulina Hunt Precht          | Humanista                      | PH      | 3.111  | 1,87  |           |
| Carlos Toro Sepúlveda        | La Izquierda                   | PC      | 2.617  | 1,57  |           |
| Osvaldo Gala Villagra        | Humanista                      | PH      | 1.749  | 1,05  |           |

### Elecciones municipales 2004
Alcalde  para la comuna de La Reina
| Candidato                  | Partido | Pacto                    | Votos  | %     | Resultado |
| -------------------------- | ------- | ------------------------ | ------ | ----- | --------- |
| Luis Montt Dubournais      | Ind.-RN | Alianza                  | 25.185 | 54,85 | Alcalde   |
| Paulina Hunt Precht        | PH      | Juntos Podemos           | 2.860  | 6,23  |           |
| Carolina Rossetti Gallardo | PS      | Concertación Democrática | 17.872 | 38,92 |           |